# 스뱌토폴크 1세

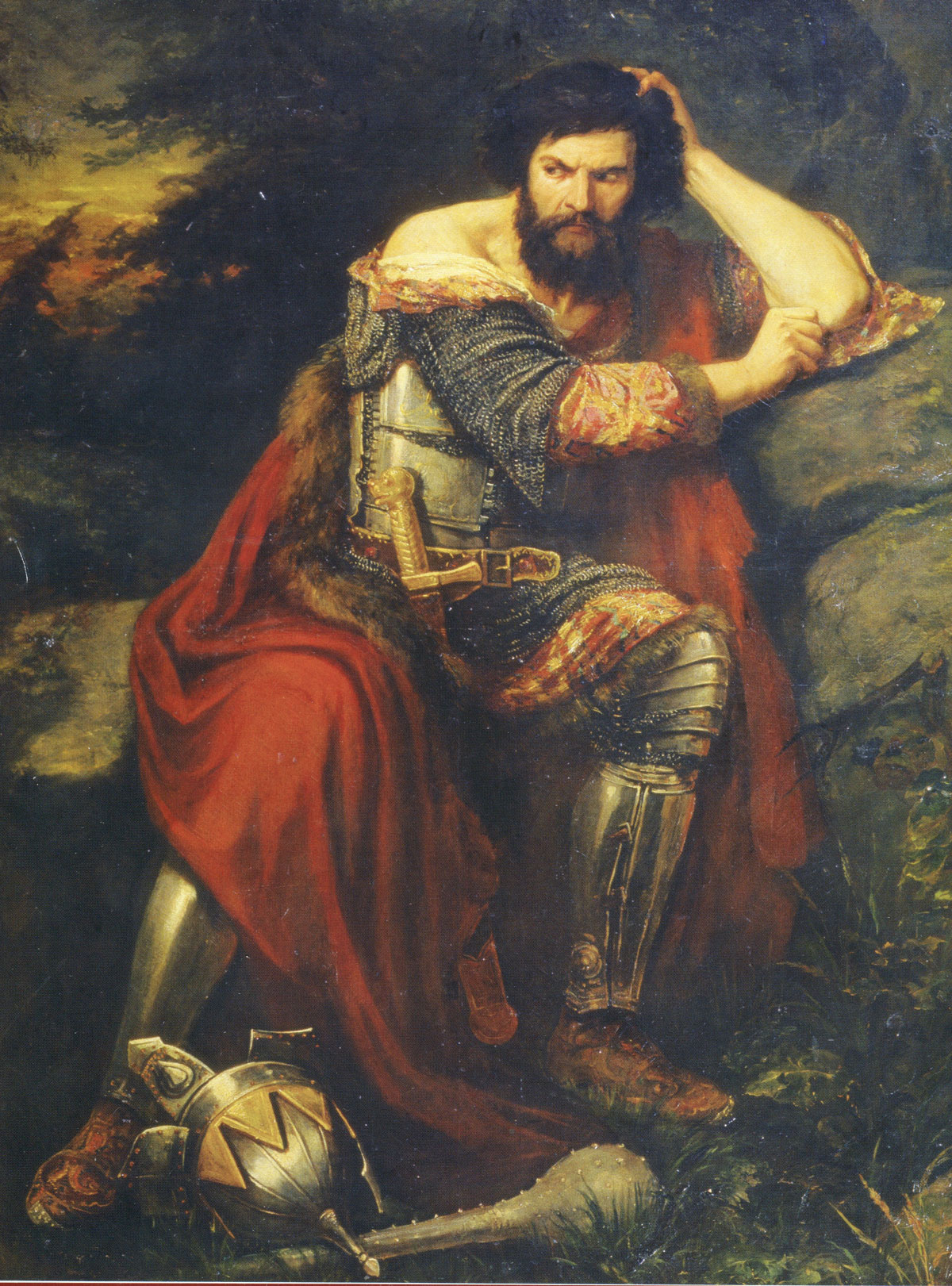
스뱌토폴크 1세

스뱌토폴크 1세(러시아어: Святополк I, 980년경 ~ 1019년)는 키예프 루스의 대공(재위: 1015년 ~ 1019년)이다. 류리크 왕조 출신이다. 저주받은 스뱌토폴크(우크라이나어: Святополк Окаянний 스뱌토폴크 오카얀니[*], 러시아어: Святополк Окаянный 스뱌토폴크 오카얀니[*])라는 별칭으로 부르기도 한다.

## 생애
야로폴크 1세 대공의 아들로 태어났다. 그의 어머니는 스뱌토슬라프 1세 대공의 불가리아 원정에서 포로로 잡힌 그리스 출신의 수녀이다.
988년에는 폴란드의 볼레스와프 1세 흐로브리의 딸과 결혼하면서 투라우 공작으로 임명되었다. 스뱌토폴크의 결혼식에 참석한 코워브제크의 라인베른(Reinbern) 주교는 그리스 정교회 신자였던 스뱌토폴크를 로마 가톨릭교회로 개종시켰다. 이에 분노한 블라디미르 1세 대공은 스뱌토폴크와 스뱌토폴크의 아내, 라인베른 주교를 투옥시켰다.
1015년 블라미디르 1세 대공이 사망하자 키예프 대공으로 즉위했다. 그렇지만 자신의 이복동생인 보리스, 글레프와 갈등을 빚었고 결국 보리스, 글레프 형제를 살해하게 된다.
1018년 스뱌토폴크 1세는 류베치 근교에서 일어난 전투에서 노브고로드인, 바랑기아인 용병들과 함께 연합군을 형성한 야로슬라프 1세에게 패배했다. 스뱌토폴크 1세는 자신의 형제들을 살해한 혐의로 가혹한 형벌을 받으면서 사망했다고 한다.
| 전임 블라디미르 1세 | 키예프 대공 1015년 ~ 1019년 | 후임 야로슬라프 1세 |